# Nakkila (stacja kolejowa)
Nakkila (fiń. Nakkilan rautatieasema) – stacja kolejowa w Nakkila, w regionie Satakunta, w Finlandii. Znajduje się na linii Tampere – Pori.
Została otwarta w 1895. Budynek dworca był wielokrotnie przebudowywany. Sama stacja została zamknięta 1983 roku. Obecnie w budynku dworca działa pchli targ.

## Linie kolejowe
- Tampere – Pori